# She (volk)
De She, ook wel bekend onder de naam Hone (Chinees: 活聂; pinyin: Huóniè), zijn een volk in China, voornamelijk in de provincie Fujian, waar ze de grootste minderheid vormen. De She zijn een van de officiële etnische groepen van de Volksrepubliek China. Er zijn ook gemeenschappen van She in de provincies Zhejiang, Jiangxi, Guangdong en Anhui. In Zhejiang zijn er achttien She autonome volksgemeentes. Verder kent Ningde in Fujian een grote She gemeenschap, daar vormen zij een kwart van de bevolking.
De She vieren elk jaar een traditioneel volksfeest dat gehouden wordt op de derde dag van de derde maan van de Chinese kalender. Voorouderverering komt het meeste voor bij hen en vele Han-Chinese gebruiken zoals een Chinese begrafenis zijn door de She overgenomen.
De She hebben vroeger een eigen soort geneeskunde ontwikkeld die She geneeskunde wordt genoemd. Ze gebruiken hierbij voornamelijk planten en huangjiu.

## Enkele autonome gebieden van de She
- She autonome arrondissement Jingning/景宁畲族自治县 in Lishui
- She autonome gemeente Xiaocang/小沧畲族乡 in Fuzhou
- She autonome gemeente Huxi/湖西畲族乡 in Zhangzhou
- She autonome gemeente Chiling/赤岭畲族乡 in Zhangzhou

Achang · Akha · Bai · Baima · Blang (Bulong) · Bonan · Buyi · Dai · Daur · De'ang · Dong · Dongxiang · Drung · Evenken · Gaoshan (Taiwanese aboriginals) · Gelao · Gin (Vietnamezen) · Han · Hani · Hlai (Li) · Hui · Jingpo · Jino · Kazachen · Kirgiezen · Koreanen · Lahu · Lhoba · Lisu · Mantsjoes · Maonan · Miao (Hmong) · Mongolen · Monpa (Menba) · Mulam (Mulao) · Nanai (Hezhe) · Naxi · Nu · Oeigoeren · Oezbeken · Oroqen · Pumi · Qiang · Russen · Salar · She · Sui · Tadzjieken · Tataren · Tibetanen (Zang) · Tu · Tujia · Wa (Va) · Yao · Yi · Yugur · Xibe · Zhuang